# Alan Stivell

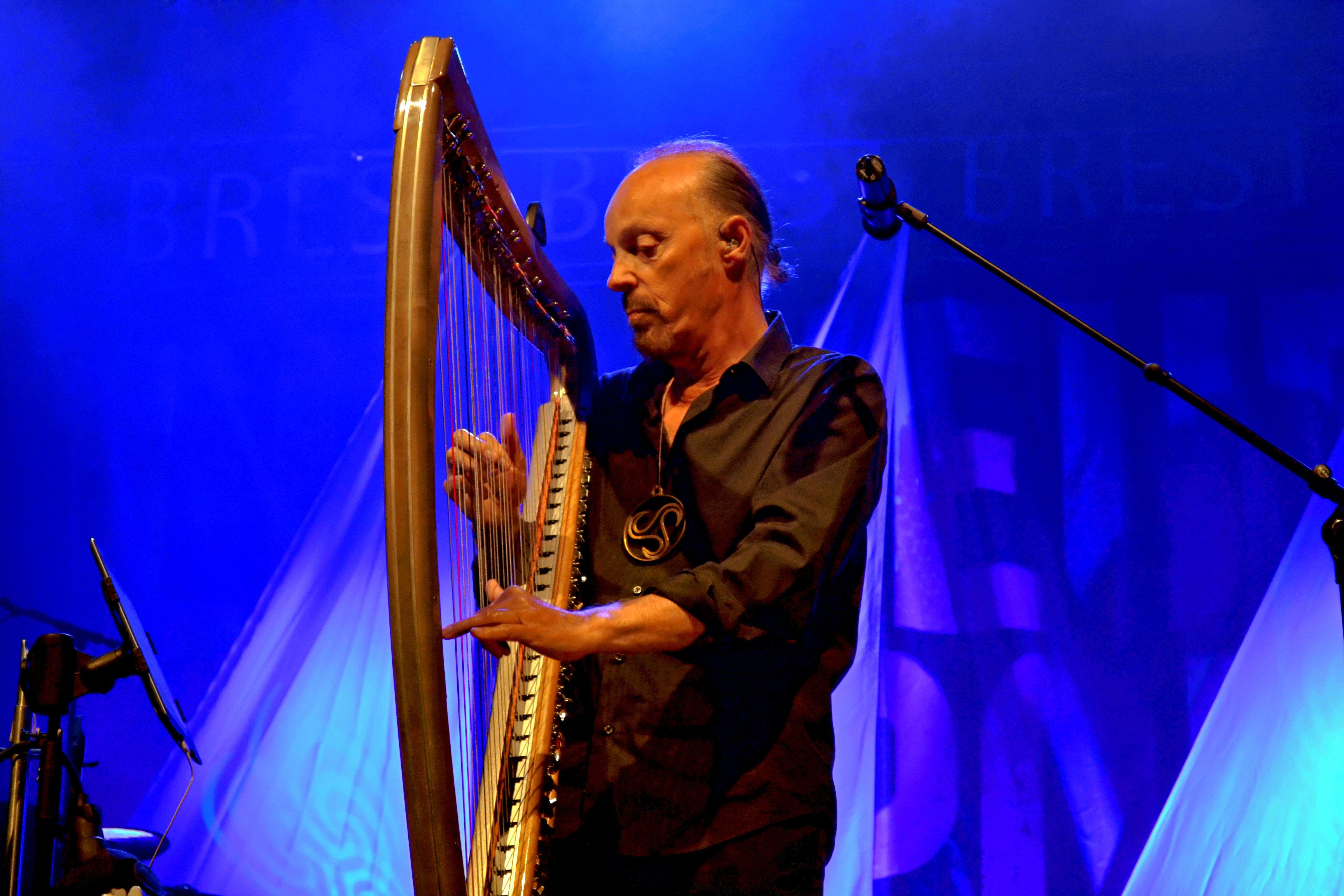
Alan Stivell en un concert a Brest (2013).

Alan Stivell (Alan Cochevelou, Riam, Puèi Domat, 6 de gener de 1944) és un cantautor i músic bretó que utilitza per als seus treballs diverses llengües cèltiques al que s'afegixen el francès, l'anglès i altres diverses llengües.
És l'inspirador del renaixement de l'arpa cèltica (parafrasejant el títol d'un dels seus discos més coneguts, La renaissance de la harpe celtique) així com de la música bretona moderna en general. La seva música està oberta a tot el món, des de la seva concepció de la Celtia com a conjunt cultural i ideològic, i dona suport a formes musicals originals. A més de per la seva obra musical, destaca igualment pel seu activisme relatiu al reconeixement de la cultura cèltica i per una major fraternitat entre els éssers humans.
La seva personalitat i el seu treball han tingut un paper de primer nivell en la popularització de la música cèltica no només a Bretanya sinó arreu del món. Aquest paper principal és en primer lloc cronològic, ja que quan ell es va iniciar tan sols hi havia un únic cantant bretó, Glenmor, que cantava les seves pròpies composicions. Per contra, Alan Stivell es comença a fer cèlebre a partir del seu treball sobre música tradicional, encara que la seva obra és des del principi extraordinàriament múltiple per la varietat d'arranjaments i creacions. A això s'hi afegix una capacitat de comunicació i transmissió de la seva pròpia passió, gràcies a la qual cosa ha pogut suscitar la vocació (directament o indirecta) de tot el conjunt d'artistes bretons actuals (amb l'excepció de Gilles Servat, que és més aviat hereu de la tradició de Glenmor). La seva música ha passat a ser universal per la seva notorietat, però també per la seva modernitat i per les seves influències variades i eclèctiques. Des dels seus inicis no ha deixat de fer concerts en directe per tot el món, així com de publicar una discografia original i abundant.
El seu veritable nom és Alan Cochevelou i, com gairebé la meitat dels bretons, ha nascut en l'emigració fora de Bretanya: la seva família és originària de Gourin i de Pontivy, al departament d'Ar Mor-Bihan, però ell nasqué el 6 de gener de 1944 a Riom (Puèi Domat, Alvèrnia), on va viure durant alguns mesos abans de traslladar-se a París, on va passar la seva joventut, llevat de les seves freqüents però breus estades a Bretanya. El seu nom artístic Stivell significa en bretó «deu que brolla amb força»; deriva d'una de les etimologies del seu nom (kozh stivelloù, les antigues fonts).

## Formació i inicis
La primera part de la seva vida es desenvolupa a París. Inicia estudis de piano als cinc anys i la seva vocació procedeix d'un somni del seu pare Georges Cochevelou: la fabricació d'una arpa cèltica, la «Telenn Gentañ». L'arpa cèltica és un instrument oblidat des de l'edat mitjana, quan el ducat de Bretanya perd la seva independència i queda incorporat al regne de França. El prototip recreat pel seu pare li incita a assistir a classes d'arpa, essent deixeble de Denise Mégevand (1917-2004). Els arranjaments de temes tradicionals cèltics, escrits per la seva professora i pel seu pare, determinaran en Alan Stivell una passió per Cèltia i per Bretanya que no ha disminuït mai. El 1953, toca la seva arpa a la Casa de Bretanya a París i inicia el seu aprenentatge del bretó, interessant-se igualment en el gal·lès, en el gaèlic escocès i en la mitologia celta. Actua igualment a la UNESCO i a la Catedral de Gwened. Durant l'any següent, fa els seus primers passos en el bagad Bleimor i aprèn a usar dos instruments: la gaita i la bombarda.

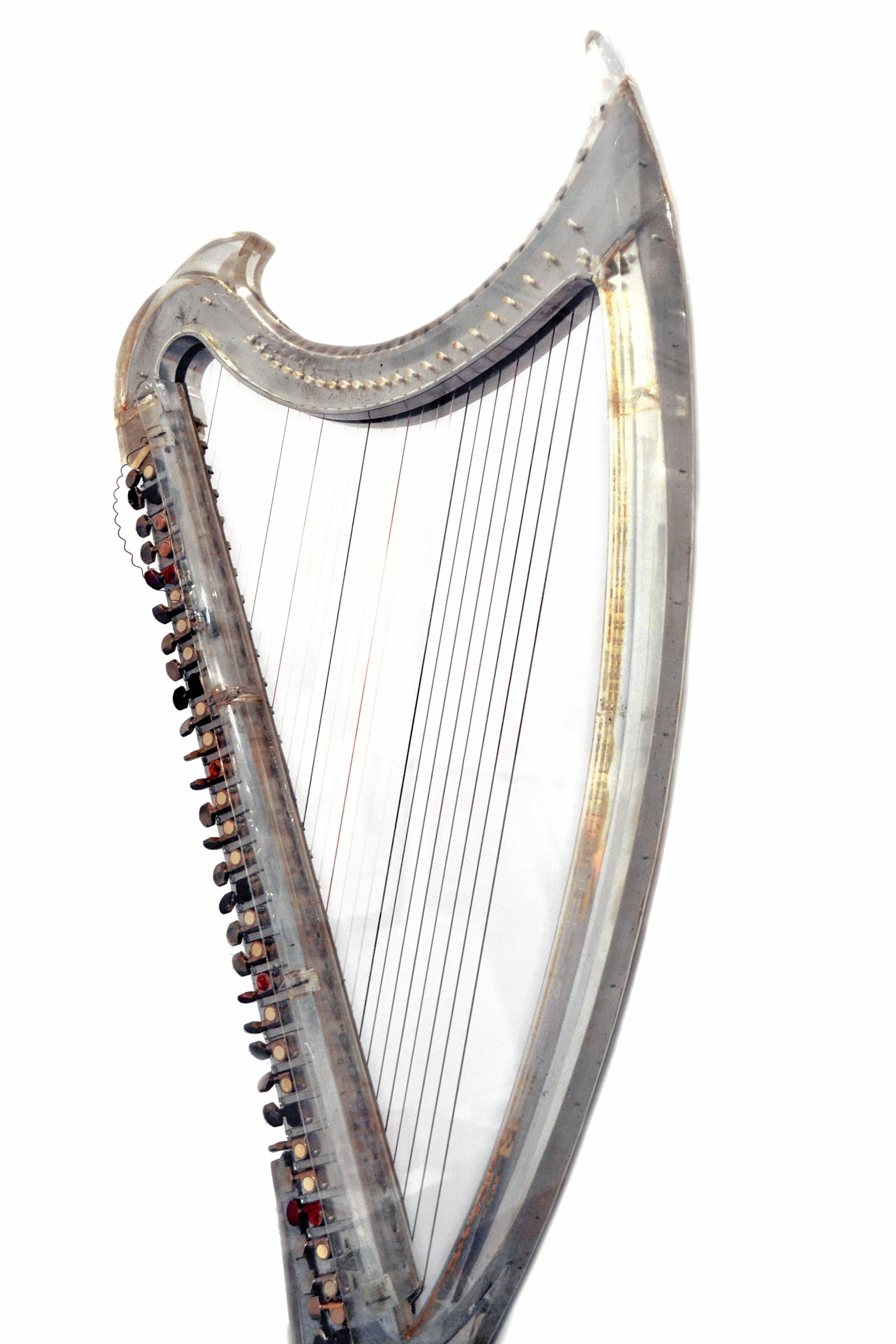
Arpa cèltica "vidre" solid-body (Goas-Stivell, 1987)

El 1955, alhora que els seus concerts es van fent més regulars, actua com a teloner de Line Renaud al Teatre Olympia de París. El 1959, grava el seu primer disc de 45 rpm (Musique Gaélique). Es converteix en Penn-Soner (primer gaiter) del bagad Bleimor a principis dels anys seixanta, i és campió de Bretanya com a gaiter a duo i en un bagad. El 1963 grava el seu primer disc a 33 rpm, un disc instrumental en solitari Telenn geltiek - Harpe celtique. El 1966 torna als escenaris (destacable la seva actuació al Centre Americà de París), però ara ja com a cantant; la seva naixent notorietat li fa que el comencin a convidar a les emissores radiofòniques.
El 1967 signa un contracte en exclusiva amb Philips-Fontana (Universal Music Group). Aquest mateix any, grava l'apartat «arpa» en el disc de Graeme Allwright «Joue, joue, joue». Ja fa moltes gires, especialment en solitari, però també en companyia d'altres músics habituals del Centre Americà de París. En aquesta època adopta el nom artístic d'Alan Stivell. El 1968 grava dos discos senzills; fa concerts i actuacions (entre altres, un a la Universitat de la Sorbonne, en vaga, durant el Maig francès), i actua com a teloner dels The Moody Blues al Queen Elisabeth Hall de Londres. El 1970 grava l'àlbum Reflets, després d'un senzill Brocéliande - Són ar chistr, que suposa l'inici d'un fenomen que revoluciona Bretanya, abans d'expandir-se per Europa, Amèrica i la resta del món.

## Recorregut musical

### Anys setanta
El 1972 publica un àlbum emblemàtic: Renaissance de la harpe celtique, que rep el premi de l'Acadèmia Charles-Cros i es convertirà en un disc de culte arreu del món, però especialment als Estats Units). El 28 de febrer d'aquest mateix any fa un concert a l'Olympia de París, acompanyat pel guitarrista Dan Ar Braz. L'èxit d'aquest concert queda amplificat per una retransmissió radiofònica i per un disc, del qual es venen 1.500.000 exemplars. Stivell ocupa la portada en les revistes musicals, la seva música bretona elèctrica (el pop cèltic) passa a estar de moda. Després de l'estima dels seus compatriotes, accedeix al reconeixement internacional. El seu èxit suscita emuladors, cosa que no només dota de nou dinamisme la música tradicional sinó que afavoreix l'emergència de nous músics i cantautors.
El 1973 confirma l'èxit de l'any anterior: després d'una actuació al llarg de tres setmanes a la Sala Bobino de París apareix un nou disc, Chemins de Terre, molt celebrat per la crítica (la revista britànica Melody Maker el nomena disc de l'any) i l'èxit comercial del qual el converteix ràpidament en disc d'or. Els seus concerts en directe prossegueixen a França (Bobino, gira per tot França) però també a l'estranger (Canadà, Regne Unit). Després de l'aparició, l'any següent, del disc E Langonned (a Langonnet) i una gira per Amèrica del Nord, publica el 1975 E Dulenn (A Dublín), un àlbum gravat en directe al National Stadium de Dublín. El fragment Délivrance és obertament militant, i suposa la reivindicació de les cultures cèltiques i l'afirmació de la Cèltia com un país de cruïlla. El Palau dels Esports de París, ple de gom a gom, el rep durant deu dies amb el mateix gran èxit de públic.
El 1976 grava Trema'n Inis (Cap a l'illa), un homenatge al seu pare en tant que inventor de l'arpa cèltica, recentment mort. En els anys següents se succeiran els discos Raok Dilestra - Avant d'Accoster (Abans de l'atracament) i Un Dewezh 'Barzh 'Gêr (Un dia a casa). Per aquestes dates Dan Ar Braz inicia la seva carrera en solitari, que el durà en els anys setanta a l'aventura de Héritage des Celtes (Herència dels celtes).
El 1977 fa una gira triomfal per Austràlia, on s'omplen els palaus esportius que acullen les actuacions. El 1979, grava el disc en directe Tro Ar Bed (International Tour). Aquest mateix any publica la Symphonie celtique - Tir na nOg (en la mitologia celta irlandesa, Tir na nOg és la «terra dels joves», una de les formes de nomenar l'Altre Món, el Sidh). Aquesta obra marca el punt de partida d'un corrent ben implantat avui dia, el cross-over, que barreja la música cèltica amb la música simfònica, el rock, el pop, el jazz-rock i amb les influències de tipus ètnic més variades. Alan Stivell fa traduir els seus textos a les llengües tibetana, algonquina, sànscrit, amazic, irlandesa i els canta en aquestes llengües, ja que per a ell aquesta simfonia cèltica és una simfonia universal. El 1980 la Simfonia cèltica és tocada per 300 músics al Festival Intercèltic d'An Oriant, davant 10.000 espectadors.

### Anys vuitanta
En la dècada dels 80, es redueix la presència d'Alan Stivell en els escenaris francesos. No obstant això, continua una ronda de gires per diversos països, especialment Alemanya, Estats Units o Itàlia, on els seus concerts arriben a magnituds elevades de públic: 14.000 espectadors a Milà o 12.000 en Roma. Durant aquest període tan sols grava tres discos. El 1981, Terre des Vivants, un àlbum de sonoritats més properes al rock, mentre que Légende, aparegut dos anys després, el 1983, marca una evolució cap a la música electrònica i el New-Age. Aquest últim disc té gran èxit als Estats Units. 1985 constitueix una etapa important, ja que posa a punt el so del seu nou instrument, l'arpa elèctrica, que pot escoltar-se en el seu disc Harpes du Nouvel Âge.

### Anys noranta

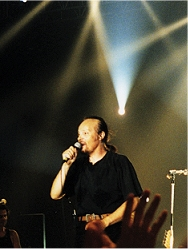
Alan Stivell en un concert a An Oriant.

El 1991, Stivell compon 16 títols relatius a les llegendes que parlen del rei Artur, la llegenda artúrica amb l'àlbum The Mist Of Avalon, que parla d'Avalon, amb una evocació de personatges del cicle artúric com el mateix rei Artur, la fada Morgana, la reina Ginebra, Taliesin i unes altres diverses llegendes cèltiques. Des d'aquest moment, el públic comença a interessar-se per la música cèltica.
El 1993, millor que editar una recopilació normal de les seves cançons, prefereix convidar a artistes de renom perquè versionin algun dels seus títols en el disc Again. Entre ells està el seu antic company Dan Ar Braz, però també altres cantants arribats d'altres horitzons musicals: Kate Bush, Shane MacGowan, Laurent Voulzy, Gillan O'Donovan, Yann-Fañch Kemener, Gilles Servat, James Word, Doudou N'diaye Rose, Robert le Gall, Davy Spillane i altres. Aquesta reunió d'artistes diversos contribueix a l'èxit del disc, del que es venen 300.000 exemplars.
El treball publicitari de la seva editora Keltia III (distribuïda llavors per Disques Dreyfus), incloent l'emissió d'un espot publicitari en la cadena de televisió TF1, contribuïx al rellançament de la música cèltica entre el gran públic bretó i entre el francès. Aquest mateix any, Dan Ar Braz i Jacques Bernard federen a nombrosos artistes al voltant del projecte Héritage des Celtes, l'ambiciós objectiu del qual és la presentació de la riquesa musical celta en tota la seva diversitat. En ocasió del Festival de Cornualla (el Bro Kernev), Alan Stivell pren part en el bateig del projecte, que confirmarà la segona onada de popularitat de la música cèltica. El 1994, Stivell rep el collaret de l'Orde de l'Hermini a Gwened, que recompensa a les personalitats que destaquin per la seva tasca de difusió de Bretanya. Un any més tard, grava Brian Boru, com homenatge a Brian Boru, rei d'Irlanda del segle xi, en el qual torna a l'arranjament de temes musicals tradicionals, amb un to modern i, per primera vegada, amb una composició inspirada en el Hip-hop. La cançó Parlament Lament està dedicada al Parlament de Bretanya a Rennes, que havia sofert un destructiu incendi el 4 de febrer de 1994.
El 1998, seguint amb el seu afany a bastir ponts entre les cultures i les músiques, publica 1 Douar («1 Terra»), disc al que convida Youssou N'Dour, Cheb Khaled, Jim Kerr (del grup Simple Minds), John Cale, Paddy Moloney (membre de The Chieftains) i altres artistes. El 16 de març de 1999, és una de les figures en el cartell d'un gran concert en el Palau Omnisport de París, en el qual participa igualment Héritage des Celtes. El disc doble Bretagnes à Bercy reuneix als més reeixits músics, que interpreten, entre d'altres, set cançons de Stivell.

### Anys dos mil
Back to Breizh és publicat en el 2000, i el títol ja manifesta el seu desig de retorn a la realitat històrica bretona. En 2002, Au-delà des mots (més enllà de les paraules) és una obra instrumental en la qual les arpes assumeixen el paper central. És l'arpista Stivell qui ens mostra encara una nova aproximació a l'arpa, barrejant sonoritats acústiques de gran puresa amb les més modernes tècniques electròniques. El 2004, per a celebrar el cinquanta aniversari de la renovació de l'arpa cèltica a Bretanya, Alan Stivell publica, en col·laboració amb Jean-Noël Verdier, un llibre que explica la història d'aquest instrument: «Telenn, la harpe bretonne» (Telenn, l'arpa bretona). En aquest mateix any es publica un CD-DVD titulat «Parcours», barreja de reedicions i de novetats inesperades, que obté un gran èxit (DVD d'or). Al març de 2006, publica el seu àlbum nombre 22, titulat Explore (distribuït per primera vegada per Harmonia Mundi) en el qual s'afirma una orientació electrònica, ja entrevista a Brian Boru i en els següents, en el qual ell mateix realitza una part important de les programacions, incloent barreges amb gaita electrònica i el seu nou prototip d'arpa elèctrica. El disc és acollit amb entusiasme per la crítica francesa i estrangera. El 2009, el títol del seu àlbum Emerald va celebrar el seu aniversari maragda amb els seus fans (és a dir, quaranta anys junts) i va retre homenatge al mar i les terres celtes (de color blau-verd, Glaz en l'idioma bretó).

### Anys dos mil deu

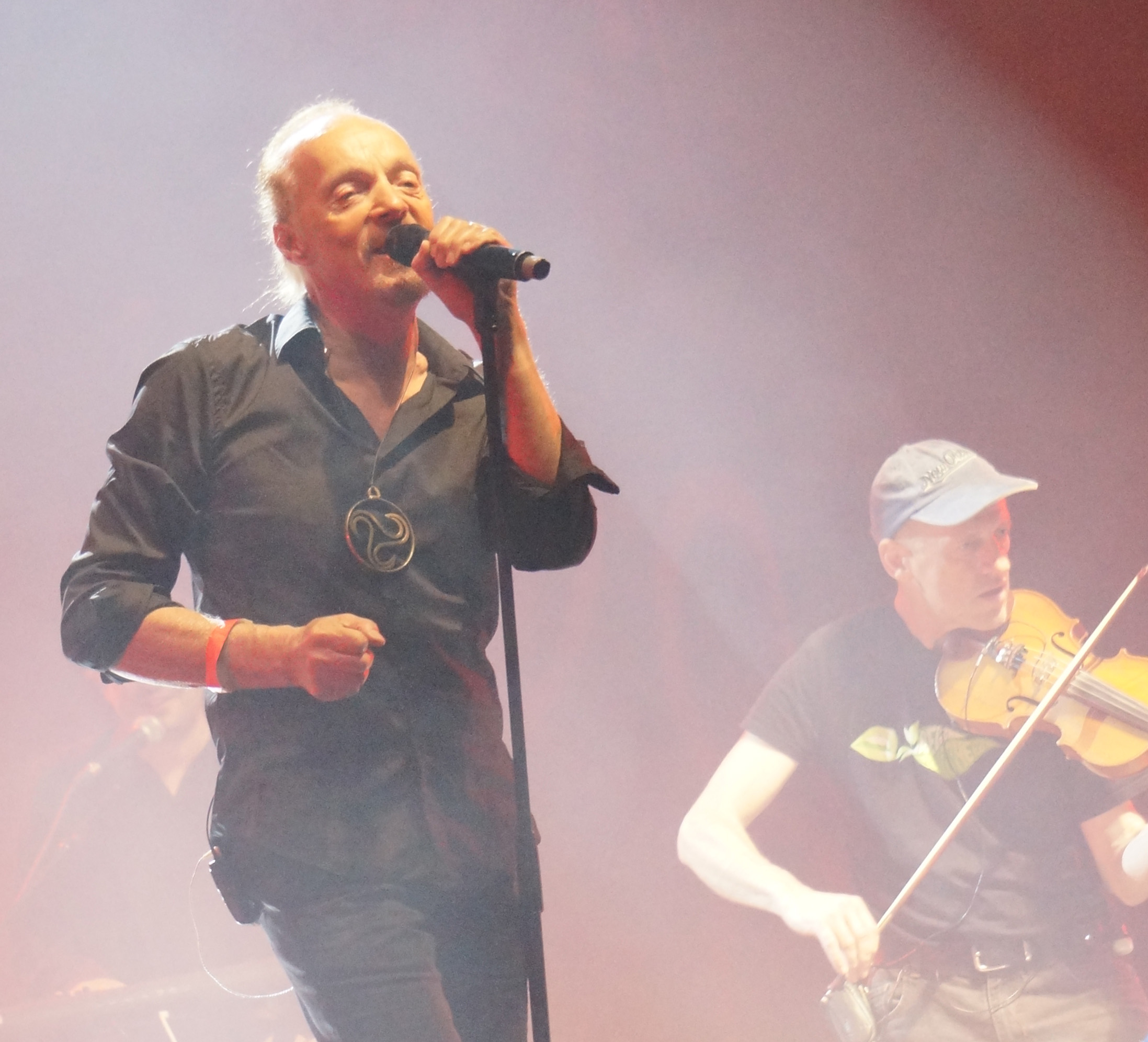
Concèrt el 2014

El 2013, un nou àlbum de CD i DVD anomenat Olympia 40th Anniversary sortir a França (Universal Music), com a resultat del concert realitzat a la mítica sala de concerts Olympia el 16 de febrer del 2012. Al 2 octubre 2015, Alan Stivell va llançar el seu llargament esperat nou (CD) àlbum anomenat AMzer: Seasons' través Harmonia Mundi a França (i altres països), un el primer de la dècada de 2010, coincidint amb el 50 aniversari de la seva carrera.

## Un home de conviccions

### Alan Stivell, la seva nacionalitat, l'estatut de Bretanya
Una de les lluites de Alan Stivell gira entorn de l'estatut de Bretanya: es declara favorable a una autonomia interna en el si de la República Francesa, en forma semblant al que succeïx amb Escòcia o Gal·les en el Regne Unit. Stivell reconeix ser ciutadà francès però es reafirma com a bretó primer de tot i imagina Bretanya com una entitat autònoma. El 1975, el disc E Dulenn, gravat en directe al National Stadium de Dublín, comença amb una declamació militant del cantautor, titulada Délivrance (alliberament):
| « | Ha arribat el temps de l'alliberament / lluny de nosaltres qualsevol idea de venjança /Mantindrem la nostra amistat amb el poble de França [?] | » |

El 2002, declara en un col·loqui:
| «                                            | En aquest cas, %[…] obtenim l'autonomia (el nom importa poc) en el marc de la República Francesa. On està el problema?. Que un dia llunyà una majoria de bretons sol·licitarà, com jo, que estiguem directament federats amb Europa? […] Qui tindria el dret de privar-los d'això? | » |
| — Identités et démocratie, PUR, Rennes, 2002 | |   |

Evoca d'aquesta manera una relació directa amb Europa. En 2005, s Armoricaine (suite) en l'àlbum Back to Breizh, canta: « Nació bretona estranyaràs / (a aquells) que creien enterrar-te ja, / El món no existeix sense tu,... »

### Altres opinions

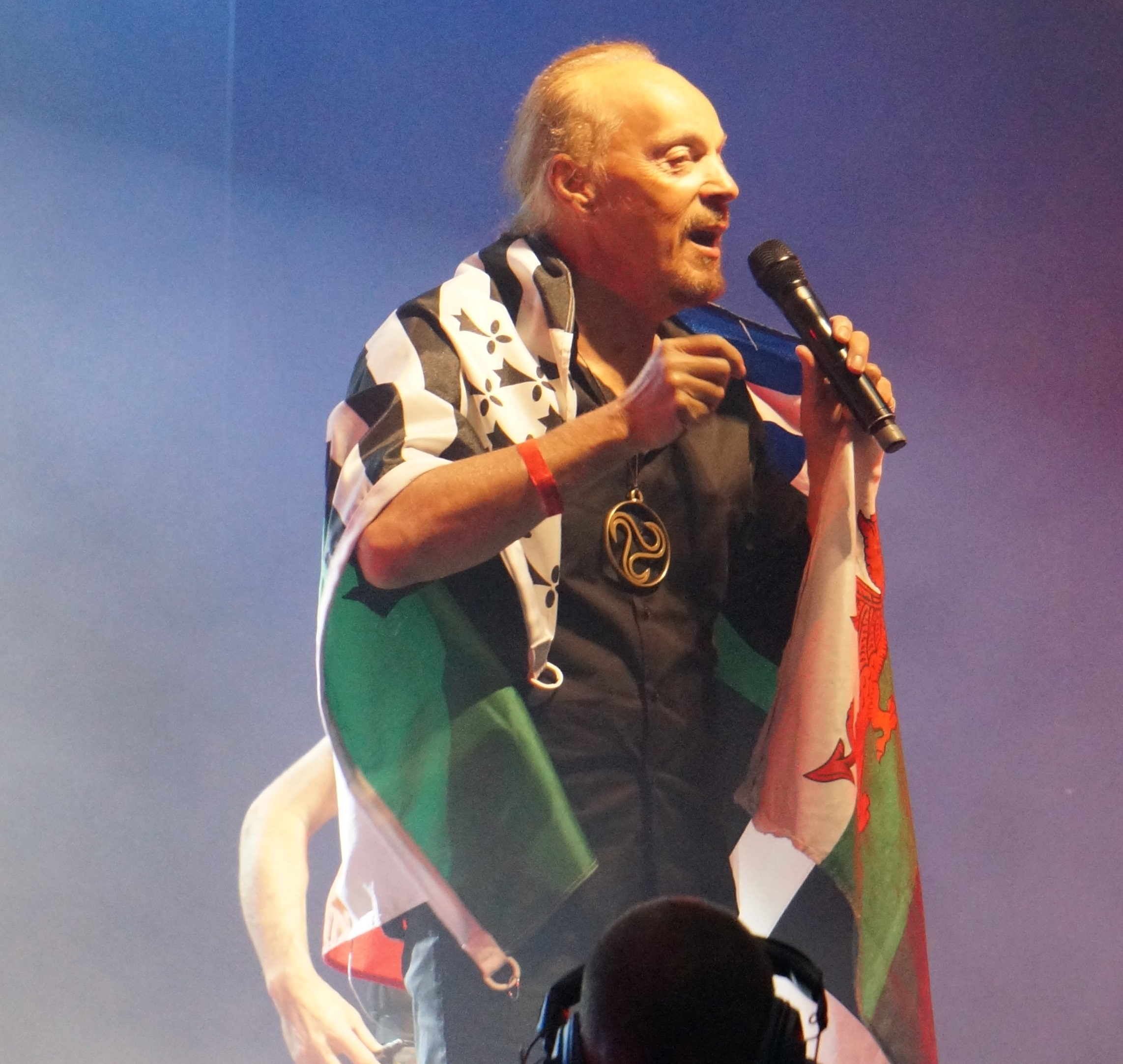
Bandera Celtic

Alan Stivell ha expressat les seves posicions en altres temes, especialment els relatius a la política i la filosofia. Es considera com s una persona d'esquerres. Des de l'inici de la seva carrera professional, no ha deixat de proclamar, tant en els seus escrits com en les seves paraules, la seva fe en la igualtat de tots els homes, el seu rebuig a tota injustícia; sempre ha estat progressista, social, feminista, ecologista, ha estat a favor de la solidaritat entre nord i sud, ha estat contra totes les fronteres, el que, per altra banda no impedeix una recerca espiritual fora de les institucions de les esglésies, a la recerca d'una espiritualitat més universal, que tingui en compte els aportis de totes les civilitzacions, i fins i tot les espiritualitats atees (cf. la seva Symphonie Celtique).

## Discografia
(Recopilacions excloses)
- 1964: Telenn Geltiek / Harpe celtique
- 1970: Reflets
- 1971: Renaissance de la Harpe Celtique
- 1972: A l'Olympia (en directe a París)
- 1973: Chemins de Terre
- 1974: E Langonned
- 1975: E Dulenn (en directe a Dublín)
- 1976: Trema'n Inis - Vers l'Île
- 1977: Before landing / Raok Dilestra - Avant d'Accoster
- 1978: Un dewezh 'barzh 'gêr - Journée à la maison
- 1979: International tour - Tro ar Bed (en directe)
- 1980: Symphonie Celtique - Tir na nOg
- 1981: Terre des vivants - Bed an dud vew
- 1983: Legend - Mojenn
- 1985: Harpes du nouvel âge
- 1991: The Mist of Avalon
- 1993: Again
- 1995: Brian Boru
- 1998: 1 Douar
- 2000: Back to Breizh
- 2002: Au-delà des mots - En tu-hont d'ar c'homzoù - Beyond Words
- 2006: Explore
- 2009: Emerald
- 2015: AMzer - Seasons
- 2018: Human~Kelt

### Albums viuen col·lectiu
- 1999: Bretagnes à Bercy
- 2003: Nuit Celtique II au Stade de France
- 2013: 40th Anniversary Olympia 2012

### Col·laboracions
- 1973: Ar C'hoarezed Goadeg (À Bobino)
- 1974: Bagad Bleimor
- 1989: Kate Bush (Sensual World)
- 1994: Glenmor (An Distro «Y aquí está mi tierra»)
- 1999: Soïg Sibéril (Gwenojenn)
- 2003: Carlos Núñez (Un galicien en Bretagne)